# Japón en los Juegos Paralímpicos de Örnsköldsvik 1976
Japón estuvo representado en los Juegos Paralímpicos de Örnsköldsvik 1976 por un deportista masculino. El equipo paralímpico japonés no obtuvo ninguna medalla en estos Juegos.